# The World Is Yours (álbum de Scarface)
The World Is Yours é o segundo álbum de estúdio do rapper de Houston Scarface. O álbum não foi tão aclamado como sua estréia, Mr. Scarface Is Back, de 1991, mas vendeu bastante, chegando ao top 10 da Billboard 200 e ao primeiro lugar da Top R&B/Hip-Hop Albums. "Let Me Roll" se tornou um hit na Billboard Hot 100 em 1993.
The World Is Yours foi certificado como disco de ouro pela RIAA em 20 de Outubro de 1993, com 774,956 cópias vendidas.

## Faixas
| #  | Título                                      | Produtor(es)           | Cantor(es)          |
| -- | ------------------------------------------- | ---------------------- | ------------------- |
| 1  | "Intro"                                     | N.O. Joe               | *Interlude*         |
| 2  | "Lettin' Em Know"                           | N.O. Joe               | Scarface            |
| 3  | "Comin' Agg"                                | N.O. Joe               | Scarface            |
| 4  | "The Wall"                                  | N.O. Joe               | Scarface            |
| 5  | "Let Me Roll"                               | Scarface               | Scarface, J. Prince |
| 6  | "You Don't Hear Me Doe"                     | N.O. Joe               | DMG                 |
| 7  | "One Time"                                  | N.O. Joe               | *Interlude*         |
| 8  | "Dying with Your Boots On"                  | N.O. Joe               | Scarface            |
| 9  | "I Need a Favor"                            | James Smith, John Bido | *Interlude*         |
| 10 | "Still That Aggin"                          | Scarface               | Scarface            |
| 11 | "Strictly for the Funk Lovers"              | N.O. Joe               | *Interlude*         |
| 12 | "Now I Feel Ya"                             | James Smith, John Bido | Scarface            |
| 13 | "Funky Lil' Aggin"                          | N.O. Joe               | 2 Low               |
| 14 | "Mr. Scarface, Part III: The Final Chapter" | James Smith, John Bido | Scarface            |
| 15 | "He's Dead"                                 | N.O. Joe               | Scarface            |
| 16 | "I'm Black"                                 | N.O. Joe               | Scarface            |
| 17 | "Outro"                                     | N.O. Joe               | *Interlude*         |

## Posições nas paradas
| Ano  | Álbum              | Posição       | Posição                |
| Ano  | Álbum              | Billboard 200 | Top R&B/Hip Hop Albums |
| ---- | ------------------ | ------------- | ---------------------- |
| 1993 | The World Is Yours | 7             | 1                      |

## Posições nas paradas dos singles
| Ano  | Canção        | Posição           | Posição                          | Posição         |
| Ano  | Canção        | Billboard Hot 100 | Hot R&B/Hip-Hop Singles & Tracks | Hot Rap Singles |
| ---- | ------------- | ----------------- | -------------------------------- | --------------- |
| 1993 | Let Me Roll   | 87                | 50                               | 2               |
| 1993 | Now I Feel Ya | -                 | 79                               | 19              |